# とんび (ライトノベル作家)
とんび（1987年 - ）は、日本のライトノベル作家である。

## 概要
大阪府出身で、大阪府育ち。ペンネームの由来は「とんびがたかを生む（鳶が鷹を生む）」で、執筆当初から「とんび」のペンネームを用いている。
小学生の頃から母親に読書を薦められ、偕成社文庫から刊行されていたロバート・ルイス・スティーヴンソンの『宝島』を読んだことから読書にのめり込んでいった。小学生の頃に、「とんび」というペンネームを用いてゲームの二次創作を始めたが、次第に執筆から離れていった。
『ソードアート・オンライン』は個人サイト時代から、『魔法科高校の劣等生』はウェブ連載時代に読んでいたレベルでウェブ小説は身近だったと話し、自身も社会人1年目から小説投稿サイト「小説家になろう」でウェブ小説の執筆を始めた。『サクラ大戦』の影響を受けてオタク文化に熱中していった。
第7回ネット小説大賞では『才能の器〜素敵なスキル横伸ばし生活〜』で金賞を受賞し、後に『「才能の器」で目指す迷宮最深部 スキル横伸ばしのはずが、万能チートだった!』に改題して同作で商業デビューを果たした。好きな作品シリーズとして京極夏彦の妖怪シリーズを挙げている。

## 作品一覧
- 『「才能の器」で目指す迷宮最深部 スキル横伸ばしのはずが、万能チートだった!』（イラスト: りりんら、2020年2月10日、宝島社、ISBN 978-4-299-00144-3）[5]